# Копитко, Василий Николаевич
Василий Николаевич Копитко (7 декабря 1964 года, с. Жабеловка Липовецкого, сейчас Винницкий район — 8 мая 1999 года, гора Эверест, Гималаи) — альпинист. Мастер спорта международного класса (1999).

## Биография
Окончил Одесский медицинский институт (1992). Работал врачом скорой помощи в Одессе.
Альпинизмом начал заниматься с 1986 года. Чемпион (1998 год), бронзовый приз (1995, 1997) чемпионата Украины.
Выступал за Альпклуб «Одесса». Тренер — М. Горбенко. Участник экспедиционер к вершине Гималаев — Аннапурна (8091 м), Чо-Ою (8201 м), Пумори (7161 м), Ама-Даблам (6856 м). Участвовал в первой украинской национальной экспедиции на Эверест (8848 м) — «Эверест-99». Умер во время спуска с успешно завоеванного пика (тело не найдено).

## Награды
- Орден «За мужество» 2-й степени (1999)